# José Madriz
José Madriz Rodriguez (nascido em 21 de julho de 1867 em León, na Nicarágua; falecido em 14 de maio de 1911 na Cidade do México, México) foi um político nicaraguense, membro do Partido Liberal e presidente do país entre 1909-1910.

## Carreira
Após o presidente José Santos Zelaya renunciar em 21 de dezembro de 1909, em face de uma revolta armada e da oposição dos Estados Unidos, Madriz assumiu a presidência; tentando estabelecer o seu governo, mas a ativa intervenção estadunidense em favor dos rebeldes mostrou-se intransponível, e então parte para o exílio, em agosto de 1910. 
Os conflitos políticos internos e a influência exercida pelo governo dos Estados Unidos forçaram Madriz a desistir de seu cargo. Ele morreu com a idade de 44 anos no exílio, na Cidade do México. Seus restos mortais retornaram em 29 de novembro de 1965 a Nicarágua.
Em 1936, foi criado o Departamento de Madriz que foi nomeado em sua honra.